# 124 (getal)
124 is het natuurlijke getal volgend op 123 en voorafgaand aan 125.

## In de wiskunde
124 is de som van 8 opeenvolgende priemgetallen (5 + 7 + 11 + 13 + 17 + 19 + 23 + 29).
124 is een onaanraakbaar getal.

## Overig
Honderdvierentwintig is ook:
- Het jaar A.D. 124
- Het jaar 124 v.Chr.
- Een waarde uit de E-reeks E96 en E192